# Pongo (langue)
Pour les articles homonymes, voir Pongo.
Le pongo, en duala póngó est une langue apparentée à la langue Duala, parlée sur la côte du Cameroun, plus précisément dans l'arrondissement de Dibombari, par la tribu Pongo. Elle fait partie de la famille des langues Bantoues. On la range dans la zone A(code A26) selon la classification de Guthrie .

## Description
La langue Pongo est selon les données dialectométriques la plus proche du Duala standard, avec laquelle elle partagerait près de 95 % du vocabulaire de base. Les deux langues sont mutuellement intelligibles malgré une certaine difficulté du côté douala du fait du manque d'exposition au dialecte pongo. De fait, le Duala sert dans la région côtière de langue véhiculaire entre membres du groupe ethnique Sawabantu. En effet, c'est dans le dialecte duala standard que s'est faite l'évangélisation de la région côtière du Cameroun. De plus le duala est le dialecte de prédilection du courant musical Makossa.

## Géographie
L'arrondissement de Dibombari est le vivier du Pongo, avec les localités de Dibombari proprement dite, Bekoko, Bomono ba Jedu ,Bomono Ba Mbenge et Bomono Gare. Cette zone se situe au nord de la ville de Douala, après le district de Bonaberi. L'expression «póngó» sert d'ailleurs à désigner le point cardinal nord en Duala. La tribu Pongo y cohabite avec d'autres ethnies Sawa telles que les Bankon et les Mpoo.  

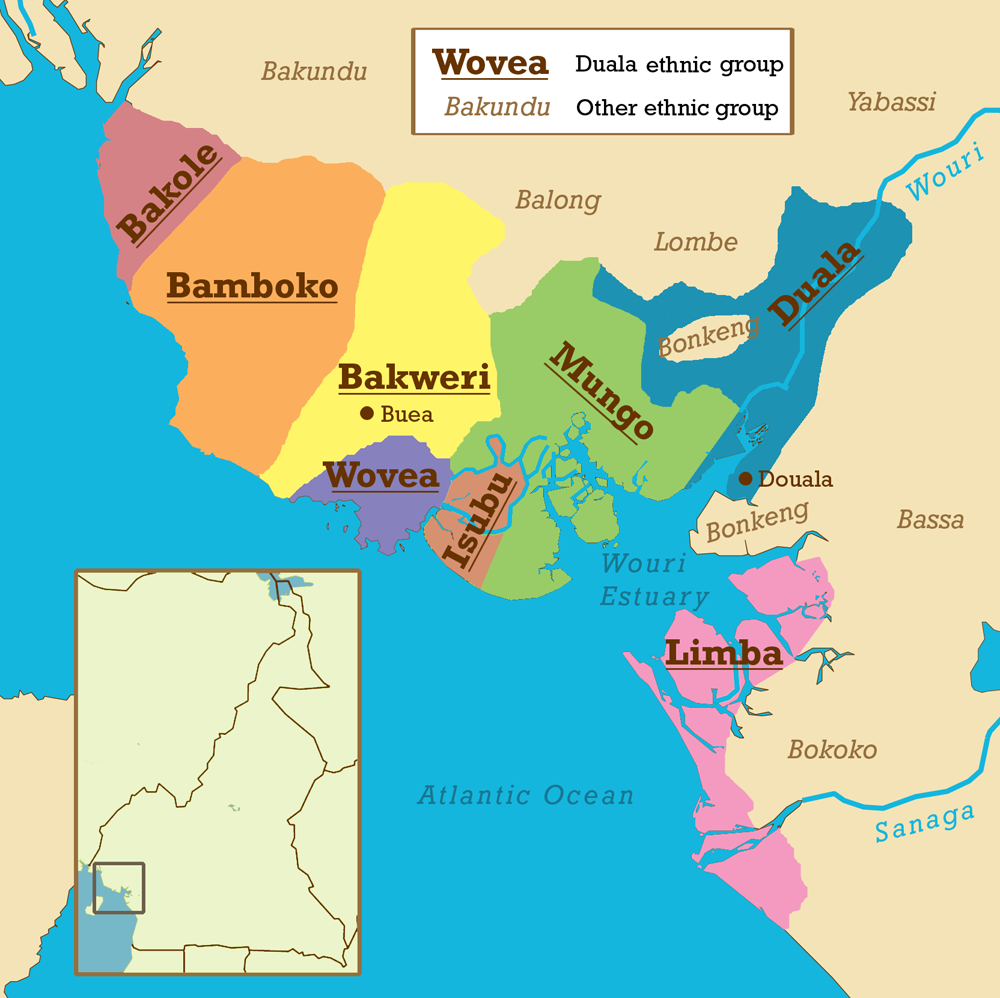
La tribu Pongo ici en vert (Mungo) se situe au nord de la ville de Douala

## Grammaire
Le pongo se distingue du douala standard entre autres par l'usage du verbe ëndë à la place du verbe wala (« aller, partir »). Ce verbe, inusité en douala, sert d’auxiliaire du futur dans les deux langues. On peut aussi noter l'usage de la conjonction ndi (« mais ») à la place de ndé. De plus, le préfixe douala ma, placé devant la forme fondamentale du verbe, est remplacé en pongo par un n. Exemples : la phrase douala Di ma topo, ndé bato ba si ma senga (nous parlons, mais les gens n'écoutent pas), devient en pongo Di n'topo, ndi bato ba si n'senga. De la même façon, "na mèndè wala" (j'irais) devient na nèndè wala ou encore na nèndè jèndè.

## Vocabulaire
Les dialectes pongo et duala partagent une grande partie de leur vocabulaire à quelques différences près. On peut ainsi noter une certaine tendance à privilégier le phonème /d/ en remplacement du /l/, sachant qu'en douala, ces phonèmes sont souvent des allophones. Par exemple: Ekwali ou Ekwadi (« histoire ») en douala, devient systématiquement Ekwadi en pongo.
De plus on remarque une habitude consistant à raccourcir certains mots. Ceci est notamment visible à travers la chute occasionnelle du phonème  /d/ lorsqu'on se retrouve confronté à un mot commençant par "di" (dipama, diköm deviennent ipama, iköm), ou encore la déformation par relâchement articulatoire d'autres mots. Par exemple la particule bona (la descendance de...) souvent placée devant les noms de clans peut devenir bwa ou bwe. Ainsi BonaElelo, BonaNjumba deviennent en pongo Bwelelo, Bwanjumba.
Voici un petit lexique comparatif des dialectes pongo et douala.
| Mot pongo | Équivalent douala | Traduction française |
| --- | --- | --- |
| jakötömë | jakötönë | réunion, assemblée |
| dinga | linga, dinga | s'énerver |
| mwéma | muléma | cœur |
| mōpo | mulopo | tête |
| ilèndi | diwèndi | couteau |
| ipama | dipama | arrogance, arrogant |
| iköm (pluriel:loköm), dikom (pluriel: Maköm) | diköm (pluriel, maköm) | ami(s) |
| budu | bulu, budu | nuit |
| Mbána Mbána mu ma yë: "demain (le jour qui arrive) Mbána mu tombi: "hier" (le jour qui est passé) | Kiëlë Kiëlë ni ma yë: "demain (le jour qui arrive) Kiëlë ni tómbí: "hier" (le jour qui est passé) | "Hier" ou "demain" en fonction du contexte. |
| jibö, dibö | don | Marché |
| moso | tongo | Source, ruisseau (cours d'eau où l'on se ravitaille en eau) |
| jibö, dibö (marché, rivage) | dibö (rivage) | Rivage NB: marché et rivage sont synonymes en pongo car anciennement situés sur le même lieu dans l'espace culturel pongo. En Duala, le mot pour marché est "don"             |
| ëndë, wala | wala | aller, partir |
| mujodi (pluriel : mijodi) | mudongo (pluriel : midongo) | colline, montagne NB: Le mot "mujodi" fait écho à "mööli", utilisé chez les Bakweri et à "Nhödi" des Banoho, deux autres peuples sawa.                                        |
| mudiki | lundu | moustique |
| Ngingi | Ngingi, Mudiki | Mouche (mouche commune) |
| Edubwan (pluriel: Bedubwan) | Idubwan (pluriel: Lodubwan) | clé; index (livre) |
| eka, enka | nika, ninka | ainsi, de cette façon |
| mwala (Exemples: Mwala'më: ma femme, Mwala'ï: sa femme, Mwala'ngö: ta femme) | munja (Exemples: Munja'm: ma femme, Munja'o: sa femme, Munja'ngö: ta femme) | épouse (employé seulement avec un génitif, ou un pronom personnel) |
| mwato (pluriel : bāto) | muto (pluriel : bito) | femme |
| sèkibanè | sèkèméyè | secouer |
| ilodi | idodi | filaire |
| iba | diba | mariage |
| Bö Exemples: Na bisë bö (Je les ai avertis) | Babö Exemples: Na bisë babö (Je les ai avertis) | Il, Elles, Eux, leur (Personnes) |
| Yö, Lö, mö, Bö S'accorde en fonction de la classe nominale. Exemples: Parlant de personnes -"Nun moto, Nën mö" ; "Cette personne, je l'ai vue" (classe 1) -"Ban bato, nën bö: Ces personnes, je les ai vues." (classe 2) Parlant de choses -"Mun musolë, na dedi mö": "Cette banane plantain, je l'ai mangée" (classe 3) -Min misolë, na dedi mö: " Ces bananes plantain, je les ai mangées" (classe 4) -Din Lambo, na nöngi Lö: Cette chose je l'ai prise (classe 5) -Din (d)ibanga, na kusi Yo: Ces crevettes je les ai reçues (classe 5) -Ma mambo, na nongi mö: Ces choses, je les ai prises. (classe 6) -Yen etambi, na böti yö: Cette chaussure je l'ai portée. (classe 7) -Ben betambi, na böti bö: ces chaussures je les ai portées (classe 8) Pour le reste des classes et dans le cas ou le substantif auquel il se rapporte n'est pas précisé par le locuteur, Yö est utilisé par défaut. Exemple: Nën Yö: Je l'ai vu (cela peut être une chose de n'importe quelle classe). -En Nkulan, nen Yö : cette hache je l'ai vue. | Mö Exemple: -"Nën mö" ("Je l'ai vu (e)" parlant indifféremment d'une personne ou d'une chose) -"Mun musolë, na dedi mö": "Cette banane plantain, je l'ai mangée" (classe 3) -Min misolë, na dedi mö: " Ces bananes plantain, je les ai mangées" (classe 4) -Din Lambo, na nöngi mö: Cette chose je l'ai prise (classe 5) -Din (d)ibanga, na kusi mo: Ces crevettes je les ai reçues (classe 5) -Ma mambo, na nongi mö: Ces choses, je les ai prises. (classe 6) -Yen etambi, na böti mö: Cette chaussure je l'ai portée. (classe 7) -Ben betambi, na böti mö: ces chaussures je les ai portées (classe 8) | le, l', la, lui, les, leur Pronom personnel indépendant. se rapporte à un singulier de genre 1 sing. se rapp. à un sing g. 1. et un singulier ou un pluriel des genres 1 à 7. |
| Yö (ndi) Exemple: Yö ndi á nongi nö bema bai: "C'est ainsi qu'il prit ses choses" | Mö (ndé) "Mö ndé a nongi nö bema bao": "C'est ainsi qu'il prit ses choses". | Conjonction ainsi, c'est ainsi que, et ainsi. |
| -ai (Suit le susbtantif) Exemples: -"Nyango'ai' (sa mère) -"Bato Bai" (ses gens) -"Muladi Mai" (son petit-fils) | -ao Exemples: -"Nyango'ao": sa mère -"Bato Bao": ses gens -"Muladi Mao": son petit-fils) | son, sa, ses (le préfixe de classe nominale des langues bantoues s'applique devant la particule)                                                                              |
| -amë Exemples: Mun'amë (mon enfant) Báná B'ámë (mes enfants) | -am Exemples: Mun'am (mon enfant) Bana B'am (mes enfants) | adjectif possessif de la première personne : mon, ma, mes. |
| mö nö Exemple: - Mwal'amë mö nö a si tondi belolo (mon épouse dit qu'elle n'aime pas les aloses/sardines) - Iköm löngö mö njé: (ton ami (il) dit quoi?) | mö ná Exemple: - Munj'ám mö ná a si tondi belolo (mon épouse dit qu'elle n'aime pas les aloses/sardines) - Diköm löngo mö ná a tondi janga (ton ami dit qu'il aime l'ananas.) | "Il/elle dit que" |
| Wö nö Exemples: Wö nö njé? (Tu dis quoi/ Que dis-tu?) | Wa ná Exemples: Wa ná njé (Tu dis quoi/ Que dis-tu?) | "Tu dis que" |
| Bö nö Exemple: - "Bato ba musumbo bö nö ba nëndë wumsë mbáná o nyola epungwel'a munja": "les pêcheurs (ils) disent qu'ils se reposeront demain à cause de la mer agitée" | Bā ná Exemple: -"Bato ba musombo bā ná ba mëndë wumsë kiëlë o nyola epungwel'a munja": "les pêcheurs (ils) disent qu'ils se reposeront demain à cause de la mer agitée)" | "ils/elles disent que" |
| -asonë Exemples: Misolë Masonë (Tous les plantains) Inön Yasonë (Tous les oiseaux) Betambi Yasonë (Toutes les chaussures) | -ëse Exemples: Misolë Mësë (Tous les plantains) Inön Yësë (Tous les oiseaux) Betambi Bësë (toutes les chaussures) | Tout (adjectif) |
| mpèlè | mpöm | unicité, l'unique |
| na bodi | na boli, na bodi | j'ai fait, j'ai donné |
| edímbí | elímbí | tambour parlant, caisse (elímb'a mbimba:cercueil) |
| ndí | nde | mais |
| yöngö (pluriel : löngö) | wöngö (pluriel : löngö) | marmite |